# MTBF
Az MTBF egy statisztikai alapú minőségi paraméter. 

## Elnevezése, meghatározása
Az elnevezés az angol nyelvű Mean time between failures kifejezés rövidítésből származik, mely a meghibásodások közt átlagosan eltelt időt jelenti. Statisztikai mérőszám, tehát nem egyetlen példányra érvényes, hanem meghatározása nagy mennyiségű termékeken végzett vizsgálatok alapján történik. Az így kapott eredmény mindaddig érvényes a gyártási sorozatra, míg az előállításuk azonos módon, meghatározott tűréshatáron belül történik.
Az MTBF javítható mérnöki konstrukciók esetén értelmezhető. Fontos bemeneti paraméter a tervszerű megelőző karbantartási (TMK) tervek és menetrend elkészítéséhez.
Számítása a javítás utáni üzembe helyezés és a következő meghibásodás közt eltelt idők összege és a meghibásodások számának hányadosaként történik. Fontos, hogy jelen képlet számára csak azok a meghibásodások számítanak, melyek véletlenszerűen jelentkeznek megfelelő üzemeltetési feltételek és karbantartás mellett. Tehát nem túlterhelés, karbantartás elmulasztása, vagy szakszerűtlen karbantartás, illetve elhasználódásból származnak.
{\displaystyle {\text{MTBF}}={\frac {\sum {({\mbox{Meghibásodás általi leállás időpontja}}-{\mbox{Javítás utáni üzembehelyezés időpontja}})}}{\mbox{A meghibásodások száma}}}\!}
Azt is számításba kell még venni, hogy egy berendezés lehet folytonos üzemű, illetve időszakos üzemeltetésű. Az utóbbinál az üzemszerűen leállított állapotban töltött időt ki kell vonni a javítás és a meghibásodás közt eltelt időből, azaz csak az üzemidő számít. Időszakos üzemeltetés esetén egy másik kísérő paramétert is meg szoktak adni, a ki/bekapcsolások számát, mivel az indítás után az üzemszerű állapot eléréséig, valamint a lekapcsolás után a teljes leállásig a rendszer elemei fokozott igénybevételnek lehetnek kitéve, idő előtti kifáradást előidézve.
Az MTBF általában termelő tevékenységgel kapcsolatos minőségi jellemzőként kerül alkalmazásra, azonban egy kiterjesztett értelmezés alapján használható nem-termelő tevékenység esetén. Erre példa lehet, ha egy webáruház hibásan postáz egy csomagot, vagy rosszul állít ki egy számlát. Tehát hibák előfordulhatnak szolgáltatás során is.

## Fordítás
- Ez a szócikk részben vagy egészben  a   MTBF című angol Wikipédia-szócikk fordításán alapul.  Az eredeti cikk szerkesztőit annak laptörténete sorolja fel. Ez a jelzés csupán a megfogalmazás eredetét és a szerzői jogokat jelzi, nem szolgál a cikkben szereplő információk forrásmegjelöléseként.